# Kachiru Ishizue
Kachiru Ishizue (石据カチル Ishizue Kachiru, * am 12. Oktober in Japan) ist eine Mangaka und Illustratorin.

## Werdegang
Über Ishizues Leben ist nicht viel bekannt. Sie wurde am 12. Oktober in Japan geboren. Ishizue ist eine Mangaka und Illustratorin. Sie arbeitete mit der Mangaka Mizuna Kuwabara an der Manga-Umsetzung ihres Werkes Ilegenes: The Genetic Sodom Ilegenes, wobei Ishizue die Zeichnungen beisteuerte.
Als Mangaka schrieb sie die Manga-Reihen Melancholy World (空挺怀古都市 Kuutei Kaiko Toshi), welche beim Verlag Shōgakukan in Japan veröffentlicht wurde, und Rosen Blood, der über den Verlag Akita Shoten erscheint. Anfang April 2020 wurde bekannt, dass Rosen Blood ab März 2021 über Carlsen Manga auf deutscher Sprache erscheint.
Ende des Jahres 2018 gründete Ishizue, gemeinsam mit dem japanischen Metal-Musiker und Komponisten Keisuke Kurose, dass Dōjin-Musik-Projekt ELFENSJóN, welches dem Symphonic Metal zuzuordnen ist. Für das Projekt steuert sie sämtliche Illustrationen bei.

## Veröffentlichungen und Mitwirkungen (Auswahl)
- Ilegenes - Kokuyō no Kiseki von Mizuna Kuwabara, Zeichnungen (2008–2010)
- Ilegenes: Nisetsubasa no Kōkyōkyoku von Mizuna Kuwabara, Zeichnungen (2011–2013)
- Melancholic World, Story und Zeichnungen (2010–2015)
- Amadare Koijouji: Sono Yubi de Watakushi wo Nurashite von Mokaco Nakajima, Illustration (2014)
- Kohaku no Riddle von Miki Shinohara, Zeichnungen (seit 2015)
- Eien wa Chikaenai von Shichou, Illustration (2016)
- Rosen Blood, Story und Zeichnungen (2017–2022)